# 10572 Комінедзьо
10572 Комінедзьо (10572 Kominejo) — астероїд головного поясу, відкритий 8 листопада 1994 року.
Тіссеранів параметр щодо Юпітера — 3,680.